# 신승훈
신승훈(申昇勳, 1966년 4월 11일 (음력 3월 21일) ~ )은 대한민국의 가수이다.

## 활동

### 데뷔 전
1966년 양력 4월 11일, 충청남도 대전시 동구에서 2남 3녀 중 셋째이자 장남으로 태어났다. 대전동광초등학교를 졸업하고 이듬해 대전동중학교(현 우송중학교)에 입학했다. 신승훈은 중학교 2학년 때 당시 친구들과 Poets(시인들)이라는 그룹사운드를 만들어 학교 내에서 후원을 받으며 활동을 하려고 했으나, 친구의 전학 등 여러 가지 문제들이 겹쳐 결국엔 흐지부지되었다. 하지만 그는 음악에 대한 열정이 더욱 커져만 갔고 그러던 중 같은 해 겨울방학 때 스케이트를 타지 못해 속상해서 펑펑 울던 신승훈을 달래기 위해 그의 아버지는 그에게 기타를 선물하였는데 이것이 결국엔 신승훈이 가수로 데뷔하게끔 해 준 기폭제가 되었다.

대전대신고등학교를 졸업한 후 음악관련 학과에 지원하고 싶었으나, 아버지의 뜻을 따라 재수 끝에 충남대학교 경영학과 86학번으로 입학했다. 그는 통기타 동아리인 '팝스우리'에서 활발한 활동을 했다. 훗날 1집에 실린 '두 번째의 사랑'과 '그대의 마음은'의 작사, 작곡 그리고 '그대여 안녕'을 작곡했던 백병교를 여기서 만난다. 그렇게 한창 대학생활을 즐기던 신승훈은 노래를 부르고 싶은 간절한 마음에 당시 유명했던 대전의 PJ카페에서 오디션을 보았다. 당시 돈 맥클린(Don McLean)의 〈Vincent 빈센트[*]〉와 앨버트 하몬드(Albert Hammond)의 〈For The Peace Of All Mankind 포 더 피스 오브 올 맨카인드[*]〉라는 노래를 불렀다. 합격하누신승훈은 아르바이트를 시작했으며, 1986년 8월 23일 대전의 PJ카페에서 처음으로 대중 앞에 서는 그만의 무대를 가졌다. 첫 무대 후 꾸준히 인기를 얻던 신승훈은 3개월 뒤에 피크타임으로 옮기며 그의 재능을 더 많은 사람들에게 보여주었다. 이후로 신승훈은 다양한 카페에서 아르바이트를 하면서 인지도를 높였고, 지속적으로 꾸준히 인기몰이를 하며 수많은 팬레터를 받으며 어느새 연예인 같은 인기를 누렸다. 그의 고향인 대전에서 신승훈은 TV에 나오지 않자만 이미 유명한 가수가 되었다.
또한 그는 데뷔하기 전, 대전의 유명세에 힘입어 당시 성현기가 진행하는 대전 MBC 《별이 빛나는 밤에》의 보조 MC와 고정 게스트로도 출연하여 음악적 재능과 말솜씨를 뽐내기도 했다. 그렇게 조금씩 본인의 꿈을 키워나가고 있을 무렵, 신승훈은 본인이 직접 작곡한 노래를 부르고 싶다며 작곡을 시작했다. 데뷔곡인《미소 속에 비친 그대》를 포함한 1집에 수록된 7곡이(이는 instrumental까지 포함) 바로 이 때 작곡한 곡들이다. 이 외에도 신승훈은 꾸준히 이문세 대전 콘서트, 양수경〈사랑은 창밖의 빗물 같아요〉등의 코러스에 참여하기도 했다.
이렇게 많은 사람들에게 자신의 능력을 조금씩 보여주던 신승훈은 가수가 되겠다며 아버지의 반대를 무릅쓰고 서울로 상경하였다. 자기 이름을 새긴 앨범 하나를 소원하던 신승훈은 객지인 서울에서 가수로서 활동이 쉽지 않았다. 가리봉동에서 아르바이트를 하며 생긴 병 때문에 다시 대전으로 가게 되었다. 그러나 그는 좌절하지 않고 다시 대전 엘브즈에서 음악 활동을 시작했다. 작사가 신재각에게 보낸 데모 테이프를 당시 서울 강남 일대에서 10년 동안 DJ로 활동하던 김창환이 우연히 신승훈의 데모 테이프을 들었다. 그는 신승훈을 스카웃하기로 결정하였고, 신숭훈은 다시 한 번 가수 데뷔 기회를 얻었다. 그렇게 다시 서울로 올라간 뒤, 본인의 자작곡인《미소 속에 비친 그대》로 데뷔 준비를 하기 시작했다. 신승훈은 1990년 11월 1일에 데뷔하였다. 1집은 1990년 10월에 발매했으나, 첫 방송을 앞두고 신승훈이 결막염에 걸려 이튿날 스케줄까지 취소했다. 그 이후로 사담 후세인의 쿠웨이트 침공으로 일어난 걸프 전쟁과, 미하일 고르바초프의 제주도 방문으로 연이어 프로그램이 결방되기도 했다. 그렇게 그는 여러 우여곡절을 겪고 11월 1일 방송 데뷔를 하여쌔다. 이는 신승훈이 존경하는 故 유재하, 故 김현식이 작고한 날이기도 하다. 신승훈은 훗날 자신의 인터뷰에서 자신의 음악은 자신이 데뷔한 날짜에 작고한 유재하, 김현식의 영향을 많이 받았다고 말한 바 있다.
그의 1집인《미소 속에 비친 그대》는 자작곡 7곡을 포함(이는 instrumental까지 포함)해 총 10곡이 수록되었다. 당시《날 울리지마》는 1집에 실렸으나 현재 편곡한 상태로 2집에 수록돼 발매되고 있다.

### 데뷔 후

#### 1990년 11월 ~ 2000년 3월 이전까지
- 1990년 가요계에 혜성같이 등장해 당시 신인이었던 신승훈은 그가 직접 작사, 작곡한 곡인 그의 1집 앨범 《미소 속에 비친 그대》로 화려하게 데뷔했으며, 《미소 속에 비친 그대》는 이듬해 KBS 가요톱텐 5주 연속 1위로 골든컵을 차지하는 등 공전의 히트를 기록했다. 또한 이 앨범은 무려 140만장이라는 판매고를 올리며 데뷔 앨범으로는 처음으로 밀리언셀러를 기록했다.[6] 타이틀곡인 《미소 속에 비친 그대》뿐만 아니라《날 울리지마》로 역시 골든컵을 수상하기도 했던 1집 음반은 그에게 제2회 서울가요대상 신인상, 제5회 대한민국 노랫말 대상, 아름다운 노랫말상《미소 속에 비친 그대》, 골든디스크 본상 수상의 영예를 안겼다.[7]

- 1992년 2집 《보이지 않는 사랑》은 신승훈에게 발라드의 황제란 수식어를 붙여준 앨범이었다. 도입부에 베토벤의 가곡〈Ich Liebe Dich 이히 리베 디히[*]〉(그대를 사랑해)을 삽입하여 대한민국 최초로 대중가요에 클래식을 접목한 〈보이지 않는 사랑〉은 발매 직후 파죽지세로 폭발적인 인기를 얻으며 SBS《인기가요》에서 '14주 연속 1위'라는 전무후무한 대기록을 세웠고, 신승훈은 이 기록으로 한국 기네스북에 등재되었다. 뿐만 아니라《가을빛 추억》,《우연히》,《영원히 사랑할거야》등 다양한 장르의 곡들을 연달아 히트시키며 언론과 대중으로부터 명실상부 톱가수로 인정받게 되고, 마침내 골든디스크 대상의 영예까지 얻으며 92년을 당당히 신승훈의 해로 장식했다. 92년 12월에는 지난 6월 콘서트의 실황을 담은 비정규앨범 Live를 발표했다.

- 1993년 신승훈이 애초에 감상용 앨범이 아닌 콘서트용 앨범으로 기획한 3집의《널 사랑하니까》는[8] 1, 2집의 성공을 발판으로 공중파 활동은 대폭 줄이고 전국 투어 라이브 콘서트를 열어 일반 대중들과 더 가깝게 접할 수 있는 계기가 된 앨범이다. 특이점은 라이브 콘서트 위주의 활동에 전념하느라 TV출연을 거의 하지 못했음에도 불구하고 KBS 가요톱텐에서《널 사랑하니까》라는 곡이 상대 곡을 바꿔가며 11주 연속이나 2위를 기록했다는 점이다. 그리고《로미오 & 줄리엣》, 《소녀에게 (Hey Girl)》, 《처음 그 느낌처럼》등을 잇따라 히트시키며 가요계에 신승훈의 위상을 더욱 확고히 하는 앨범이 되었다. 또한 여세를 몰아 2집의 《보이지 않는 사랑》에 이어 2년 연속 골든 디스크 대상을 수상하였다. 1993년 5월에는 홍콩 최고 스타 유덕화와의 조인트 콘서트로 화제가 되기도 하였다.

- 1994년 연말에 발표한 4집은 신승훈표 발라드의 저력을 대중들에게 확고히 각인시킨 앨범이다. 신승훈이 직접 프로듀싱 작업에도 참여를 하는 등 앨범에 큰 노력을 기울였고 R&B, 하우스, 댄스 등 다양한 장르를 담아내어 음악적 완성도를 높이면서 지난 3집 앨범보다 더 성장한 면모를 보였다. 이전까지 음반을 3장 이상 연속으로 히트한 가수가 없었기 때문에 신승훈 역시 한물 간 가수일 것이라는 주위의 편견을 비웃듯이 그 당시 댄스 음악 붐이 불어닥치던 상황에서도 타이틀곡인《그 후로 오랫동안》은 대중들에게 큰 사랑을 받으며 신승훈 발라드의 저력을 보여주었다. 또한 신승훈이 직접 배우 김지호를 발굴해 낸 뮤직비디오로도 유명하며 신승훈 스스로도 자신의 자작곡들 중 가장 애착이 가는 곡으로 꼽기도 했다. 그 후에도《오랜 이별 뒤에》,《사랑 느낌》,《어긋난 오해》등을 히트시키면서 골든컵을 연이어 차지하였으며 그 해 4번째 골든디스크 본상을 수상했다.

- 1996년 오랜 고심 끝에 발표한 5집은 이미 데뷔 앨범때부터 싱어송라이터로서 능력을 인정받아온 그가 처음으로 전곡을 작사, 작곡했을뿐만 아니라 앨범 전체의 프로듀싱까지 맡은 의미있는 작품이었다. 4집 앨범에서부터 여러 장르를 선보이기 시작한 그는 5집 앨범에 재즈부터 모던 락, R&B, 맘보등을 수록하여 발라드에 국한되는 것이 아닌 다양한 장르를 작곡, 소화하는 능력을 보여주었다. 이에 대중들의 반응은 가히 폭발적이었고 음반 발매 6일만에 백만장을 돌파하는 기염을 토했다.[9] 특히 타이틀곡인《나보다 조금 더 높은 곳에 네가 있을 뿐》은 사별을 주제로 한 곡으로, 14인조 오케스트라 선율의 웅장한 스케일에 신승훈 특유의 애절한 목소리가 잘 어우러져 대중들의 큰 사랑을 받았다.[10] 이 타이틀곡으로 댄스곡 일색이었던 가요계 속에서 5집 앨범으로 활동한지 불과 1주만에 가요 톱텐 1위 후보로 올라 세간을 놀라게 하였으며,[11] 3주만에 《가요 톱텐》 1위를 차지했다.[12] 또한《내 방식대로의 사랑》으로 그해 여름에 맘보 열풍을 일으켰으며,《운명》역시 잇따라 대중들의 사랑을 받으면서 마침내 그의 단일 앨범 최다 기록인 247만장의 판매고를 올리게 된다. 이 앨범에서 유일하게 "Your Song"이란 곡은 미국 R&B계의 샛별이었던 '존비(Jon B)'가 한국 방문길에 올랐다가 우연히 기내에서 《KBS 빅쇼》에 나오는 신승훈을 보고 그의 목소리에 반해 직접 작사, 작곡하여 신승훈에게 선물하고 같이 듀엣까지 한 곡이다. 국내 최초로 세계적인 스타와 한국가수가 직접 듀엣을 불러 그 당시 많은 화제가 되었다.[13] 이 시기에 신승훈은 한 연예주간지로부터 최초로 '국민 가수'란 칭호를 선사 받게 되었으며, 대중가수로서는 최초로 3일 연속 세종문화회관에서 콘서트를 열었다.[14] 또한 신승훈은 대관 심사가 까다롭기로 소문난 미국 카네기홀 대강당에서 1996년 10월 12~13일 양일간 라이브 콘서트를 개최하게 되어 열정을 가지고 세심하게 준비를 했으나 현지 기획사 주최측이 공연 전 날 지불해야 할 대관료를 완불하지 않은 만행을 저질러 공연을 하루 앞두고 콘서트가 무산되는 가슴아픈 해프닝을 겪기도 했다.[15]

- 1998년 약 18개월만에 발표한 6집은 IMF의 광풍 속에 발표된 앨범이다. 신승훈 본인이 직접 작사, 작곡, 편곡, 디렉팅, 프로듀싱까지 도맡아하며 앨범 완성도를 높이기 위해 각고의 노력을 기울인 6집 앨범은 IMF의 경제위기 속에서도 날개 돋친 듯 팔려 나가면서 밀리언 셀러와 스테디 셀러를 둘다 만족시키는 결과를 이뤄냈다. 이와 함께 총 누적판매량 텐밀리언셀러(1000만장)를 기록하며 아시아 최단기간이라는 기록으로 빌보드지 인터내셔널 라인의 표지를 장식하게 되었다. 비공식적으로는 이미 선배가수 조용필이 먼저 1000만장을 넘었다는 이야기도 있으나, 공식적으로는 신승훈이 아시아 최단기간, 대한민국 최초로 정규앨범 판매량 1000만장을 돌파했다고 인정받고 있다. 특히 타이틀곡《지킬 수 없는 약속》은 R&B 드럼 패턴에 바이올린과 첼로, 피아노 선율이 그의 목소리와 조화를 이루면서 절제된 감정으로 인한 애절함을 잘 표현하여 대중들의 사랑을 받았다. 또한《고개 숙인 너에게》는 마이클잭슨, 스티비원더 등 세계적인 팝스타의 코러스를 맡은 흑인 여성 4인조팀의 하모니로 곡의 후반부를 장식해 주목을 끌었으며,[16] IMF라는 경제위기로 힘들어하는 사람들에게 용기를 주는 노래가 되었다. 이 곡은 미국에서 녹음할 당시 현지의 정평난 음악관계자들에게 호평을 받았으며, 그들로부터 자신들의 가수에게 이 곡을 부르게 하고 싶다는 제의를 받아 화제가 되었다. 한편 신승훈은 1998년 7월 탈세혐의 관련 뉴스가 보도되면서 검찰조사를 받았으나, 그 당시 소속사였던 '라인음향(現 미디어라인)'의 엉터리 회계 처리로 인해 벌어진 일이라는 것이 밝혀지면서 무혐의 처분을 내렸다. 이 사건을 계기로 그는 데뷔시절부터 함께해 왔던 소속사 '라인음향'과 결별 수순을 밟았다.[17] 이 억울한 사건은 그와 그의 팬들에게 크나큰 상처를 안겨 주었으나, 동시에 신승훈과 그의 팬들 사이를 믿음으로 더욱 끈끈하게 만들어주는 계기가 되기도 하였다. 그 예로, 당시 사건이 Feel 콘서트 전국투어의 마지막인 서울 앵콜 콘서트를 남겨둔 시점에서 터지는 바람에 콘서트 개최 여부를 두고 말이 많았으나, 팬들과의 약속을 지키겠다는 신승훈의 확고한 의지로 콘서트 명을 《'98 Faith 콘서트》로 바꾸어 강행하였다. 3일동안 진행된 이 Faith 콘서트에서 팬들은 신승훈에 대한 믿음 하나로 취소표 하나없이 객석을 가득 채웠고, 신승훈과 그의 팬들이 서로에게 큰 감동을 받으면서 공연은 성공적으로 마무리되었다.[17]

#### 2000년 3월 이후 ~
- 2000년 미디어라인과 결별하고 독립한 후 처음으로 발표한 7집 Desire To Fly High는 신승훈이 그 동안 앨범 타이틀을 신승훈 스타일의 메이저 혹은 마이너 발라드로 내세웠던 것과는 다르게 신선한 월드뮤직을 표방한 노래를 타이틀곡으로 삼으며 파격적인 장르의 변화를 시도한 앨범이다. 지난 10년간 가요계의 최정상 자리를 꾸준하게 고수하며 '발라드의 황제'라는 애칭과 함께 발라드계의 대부로 자리매김한 신승훈은 대중들이 신승훈 본인만의 색깔이 많이 반영되어 있는 발라드로부터 좀 더 새로운 모습을 원하고 있음을 느꼈고, 이에 7집에서 실험정신이 깃든 타이틀곡을 내세워 변화한 모습을 보여주면서 신승훈이라는 이름을 다시한번 대중들에게 각인시켰다. 타이틀곡인《전설속의 누군가처럼》은 퍼커션(타악기)을 대거 도입, 소울풍의 흑인 코러스등을 활용하여 아프리카 음악 분위기를 선보였고, 이제까지의 그의 발라드 공식이었던 절정부를 강조하는 방식이 아닌 처음부터 고조된 멜로디라인을 사용하여 색다른 시도와 삶을 성찰하는 가사로 대중들에게 사랑을 받았다. 뿐만 아니라 경쾌한 분위기의 평키 뮤직인 '엄마야', 보사노바를 도입한《어느 멋진 날》, 하우스《Forever》, 신승훈표 발라드《가잖아》,《이별 그 후》등 다양한 장르가 사랑을 받았다. 이 7집은 신승훈의 마지막 밀리언셀러 앨범이 되었는데, 당시 음협엔 백만 장이 아닌 약 50만장으로 잘못 등재되어 있다. 이는 7집이 '신나라 뮤직'과 '유니버설 뮤직' 두 곳에서 유통되었으나 음협에서 한 곳만 반영하는 실수를 저지르는 바람에 일어난 해프닝이다. 7집 발표 후 전국 투어 콘서트에 돌입했던 신승훈은 2000년 8월 20일 서울 올림픽 공원 야외무대에서 《Back To The Future》라는 이름으로 10주년 기념 서울 앵콜콘서트를 열 계획이었다. 그러나 연일 이어지는 폭우로 인해 어쩔 수 없이 8월 26일로 공연을 1주 미루게 되었는데, 8월 26일 당일에는 전 주인 8월 20일보다 오히려 비가 더 쏟아지는 불상사가 발생하였다. 신승훈은 감전의 우려등을 이유로 내세운 주위의 만류에도 불구하고 이미 한번 연기한 공연을 또다시 연기할 수 없다는 그의 고집으로 무리하게 공연을 강행하였다. 폭우 속에 관객들이 얼마나 올까하는 불안감이 무색하게 하얀 우비를 입은 12000여명의 팬들이 공연장을 꽉 채웠고, 약 3시간동안 신승훈과 그의 팬들은 함께 비를 맞으며 공연을 즐겼다. 신승훈은 현재까지도 가수 데뷔 이래 가장 감동적이었던 사건중 하나로 이 콘서트를 꼽는다. 팬들 사이에서 일명 《'826 사태'》라고도 불리는 이 콘서트는 신승훈이 TV방송 출연보다 공연에 더 집중을 하는 계기가 되었고,[1] 훗날 'The Shin Seung Hun SHOW'라는 공연 브랜드가 탄생하는 계기가 되기도 하였다.

- 2002년 신승훈은 본연으로의 회귀를 뜻하며 8집 The Shin Seung Hun을 발표했다. 8집에서 신승훈은 슬프지만 슬픔을 겉으로 드러내지 않는다는 시인 김소월의 애이불비 정서를 신승훈만의 감정으로 표현해내며 앨범의 주요 테마로 담아내었다. 타이틀곡인《사랑해도 헤어질 수 있다면….》은 2집 타이틀곡이었던《보이지 않는 사랑》이 떠오르는 곡으로 서서히 감정을 끌어올려 곡의 후반 절정부에 슬픔을 폭발시키는 형식을 선보였으며 여기에 신승훈만의 애절한 목소리가 더해져 대중들로부터 사랑을 받았다. 또한《영화 엽기적인 그녀 OST》로 삽입되어 한국뿐만 아니라 아시아에서도 크게 히트를 친 "I Believe"와 함께《哀而不悲 (애이불비)》, 《이런 나를>》등이 좋은 반응을 얻었다. 특히 8집에는 마지막 트랙인 13번 트랙 후에 공백을 두고 19번째 트랙에 "Thanks! My Guardian Angel"이라는 곡이 Hidden Track으로 실려있는데, 이 곡은 2000년 8월 26일에 열린 신승훈의 10주년 기념 콘서트때 같이 비를 맞으며 공연을 함께해 준 팬들로부터 받은 감동에 보답을 하기 위한 곡이다. 신승훈은 8집 앨범 발표 당시 최초로 1만여명 이상의 팬들과 함께 대규모 쇼케이스를 열어 화제가 되기도 하였다.[18][19] 같은해 11월 신승훈은 92년 발표한 라이브 앨범 이후 처음으로 비정규 앨범인 The Legend - Special Album (The New/The Classic/The Festive)을 발표했다. 이 앨범은 그의 예전 히트곡들의 리메이크 버전들과 크리스마스 캐럴로 구성되어 있으며 "Why",《그대 떠나갈 만큼》, "Always",《그대여서 고마워요》이렇게 4곡의 신곡도 수록되어 있다. 특히《그대여서 고마워요》는 유명 화장품 CF에 쓰여 많은 주목을 받기도 했다.[20] 이 앨범은 사실 신승훈이 베스트 앨범으로 기획했으나 전 소속사였던 라인음향(現 미디어라인)에서 신승훈의 허락없이 신승훈 베스트앨범이라는 명목하에 2001년 10월 Endless Ballad로 Best Album이라는 이름을 붙여 발매를 해버렸고, 신승훈은 어쩔 수 없이 이와 구별을 하기 위해 Special Album이라는 이름을 붙여 발매하게 되었다. 하지만 신승훈에겐 The Legend - Special Album (The New/The Classic/The Festive)이 진정한 의미의 베스트 앨범이다. 라인음향에서는 2001년 10월 Endless Ballad 이후에도 이 상태에서 표지만 바꾼채 2004년 4월에는 Shin Seung Hun The Best (Best & Best), 그리고 2008년 8월 21일에는 《불후의 명작》이라는 이름으로 총 3장의 앨범을 신승훈의 허락없이 발매하였는데,[21][22][23][24] 그 때마다 신승훈의 팬들 사이에서는 불매 운동이 벌어지기도 하였다.

- 2004년 신승훈은 9집 Ninth Reply를 발표한다. 앨범 타이틀처럼 자신을 오랫동안 사랑해준 팬들에게 그 사랑을 보답하고자 답장을 보낸다는 의미가 내포된 작품이다.[25] 타이틀곡 〈그런 날이 오겠죠〉, 〈두 번 헤어지는 일〉, 〈哀心歌 (애심가)〉등이 대중의 사랑을 받았다. 특히 프롤로그인 "East Side Story"에서 '애심가'로 이어지는 구성은 국악과의 접목을 시도했다는 점에서 그 실험정신이 돋보이는데, 오케스트라의 연주와 가야금의 선율이 이뤄낸 절묘한 조화는 신승훈의 목소리와 어우러져 한국적인 색깔을 잘 담아내었다.[26] 또한 데뷔 14년만에 시도한 첫 일본 진출을 성공적으로 마치며 활동 반경을 해외로 확장시키기 시작했다. 2005년 7월 6일에 발표한 일본 데뷔 싱글앨범 I Believe(Single)는 오리콘 차트 20위로 일본 시장 진입에 성공해[27] 그 다음날 7계단이나 오른 13위를 해 많은 호응을 받았으며,[28] 2005년 8월에는 일본 첫 정규앨범 微笑みに映った君(Album), 2006년 4월에는 2번째 싱글앨범 僕より少し高い所に君がいるだけ~連理の枝~를 발표하며 일본에서의 입지를 넓혀 나갔다. 2005년 8월에 발매된 일본 정규앨범은 발매 당일 오리콘 차트 15위를 하기도 했다.[29]

- 2006년 10월 신승훈은 10번째 앨범인 The Romanticist를 발표했다. 이 앨범의 타이틀곡인 "Dream of my life"는 7집 타이틀곡인《전설속의 누군가처럼》의 연장선상에 있는 곡으로써, 가볍게 쭉쭉 내지르는 샤우팅한 창법을 사용한《전설속의 누군가처럼》과는 다르게 잔잔한 저음에서 서서히 폭발적 고음으로 가는 곡의 형태를 선보였으며, 차분하고 성찰적인 가사로 좋은 반응을 얻었다. 지난 16년간 맑고 깨끗한 미성으로 대중들에게 큰 사랑을 받아온 신승훈은 이제 자칫 대중들이 자신의 목소리에 질려버리지는 않았을까 하는 고민에 휩싸이게 되지만[1] "Dream of my life" 곡의 초반부에 풍부한 감성이 물씬 풍기는 편안한 저음을 표현해 내면서 그의 목소리에 대한 고민을 여유롭게 극복해내는 모습을 보여줬다. 또한 독백을 하는 듯한 이 곡은 결코 과거의 영광에 갇혀 사는 가수가 아닌 진심을 담아 노래하는 진정한 가수가 되고자하는 그의 의지를 느낄 수 있게 한다. 이 10집 앨범으로 신승훈은 개인 통산 10번째 골든디스크 본상을 수상하였다. 이로써 그는 이때까지 발표한 정규 앨범 10장 모두가 골든디스크에 선정되는 영예를 안게 되었고, 역대 골든디스크 본상 최다 수상이라는 대기록을 세우게 되었다. 2004년 첫 일본 진출 이후로 일본 활동을 꾸준하게 해 왔던 신승훈은 2007년 3월 일본 굴지의 음반유통사인 Avex와 계약을 맺으며 오로지 음악성과 공연으로만 승부하여 차근차근 입지를 다져온 일본에서의 그의 네임밸류를 당당히 확인시켜줬다. 2007년 12월 일본에서 발표한 스페셜 미니앨범 Shin Seung Hun Winter Special - 사랑이라는 선물은 오리콘 차트 15위에 진입하는 쾌거를 이뤄냈으며[30] 2007년 12월 20일 일본 요코하마 아레나에서 열린 The Shin Seung Hun SHOW - Christmas Miracle In Japan은 평일 오후 시간임에도 불구하고 1만여명의 관중이 공연장을 채워 성황리에 마쳤다.[31] 이후 2008년 3월에는 일본에서 비정규 음반 Special Edition을 발표하였다.

- 2008년 10월 7일 신승훈은 음악 인생의 전환점으로, 데뷔 이래 처음으로 시도한 프로젝트 앨범  '3 Waves of Unexpected Twist'의 첫 번째 음반인 Radio Wave를 발표했다. 신승훈이 앨범 수록곡 모두를 작곡, 프로듀싱했으며, 타이틀 곡《라디오를 켜봐요》는 그의 음악적 변화를 단적으로 보여주는 모던 록적인 사운드가 인상적인 곡이다. 신승훈만의 청아하고 담백한 목소리를 잘 담아내었으며, 매 앨범마다 조금씩의 음악적 변화를 시도해왔음에도 불구하고, 변하지 않는다는 편견으로 그를 저평가해 온 이들에게 신선한 충격을 주었다. 국내 활동과 더불어 일본 활동도 지속적으로 활발하게 해오던 그는 2009년 3월 Avex 이적 후 첫 정규앨범이며 일본에서 내는 2번째 정규앨범인 Acoustic Wave - Japan Special Edition(Album)를 발표했다.

- 2009년 11월 12일 신승훈은 프로젝트 앨범 '3 Waves of Unexpected Twist'의 두 번째 음반인 Love O'Clock (02nd Wave - 3 Waves Of Unexpected Twist)을 발표했다. 역시 신승훈이 전곡을 작곡, 프로듀싱 했으며, 첫 번째 프로젝트 앨범이 록적인 리듬을 표현하는데 주력했다면, 이번 Love O' Clock 에서는 R&B 리듬을 바탕으로 사랑에 대한 5가지 감정(바람, 설렘, 어리석음, 버림, 외로움)을 표현하는데 좀 더 중점을 둔 앨범이다. 타이틀 곡《사랑치》는 포근한 브라스 사운드를 가미하여 사랑으로 인한 어리석음이라는 감정을 잔잔하면서도 섬세하게 표현함으로써 따뜻하고 고급스러운 선율을 느끼게 해준다. 2010년 3월에는 일본에서 미니앨범인 Love O'Clock (02nd Wave - 3 Waves Of Unexpected Twist) ((EP) - 일본 라이센스판) (CE + Extra) / Love O'Clock (02nd Wave - 3 Waves Of Unexpected Twist)((EP) for Only Shin-phony) (CD + DVD) "Place"(사랑치)을 발표했다.

- 2010년 9월 15일 신승훈은 데뷔 20주년 기념으로 일본에서 My Favorite을 발표했다. 이는 데뷔 이래 처음으로 발표한 리메이크 앨범이며, 신승훈이 직접 선택한 곡들로 채워져 있다. 일본에서 활동하던 신승훈은 데뷔 20주년이 되는 11월 1일, 본인이 1CD에는 지금까지 활동했던 곡과 2CD에는 후배들이 헌정하는 곡들로 채워진 20th Anniversary를 발표하였다.

- 2013년 10월 23일 신승훈은 프로젝트 앨범  '3 Waves of Unexpected Twist'의 시리즈 중에 마지막을 장식할 세 번째 음반인 Great Wave을 발표했다. 역시 신승훈이 전곡을 작곡, 프로듀싱 했으며, 첫 번째 프로젝트 앨범에선 모던락적인 리듬, 두 번째 미니앨범에서는 R&B 리듬을 바탕으로 했는데, 이번 Great Wave 에서는 재즈와 힙합이 만난 Jazz-Hop과 브리티시 락, 발라드, 디스코풍의 신곡이 실렸으며 6번트랙부터 9번트랙까지는 앞서 발매했던 Radio Wave와 Love O'Clock의 수록곡을 재해석해 담았다. 타이틀곡 "Sorry"는 4번의 믹싱과 가사를 5번이나 고쳐가며 심혈을 기울였고, 6년간의 음악적인 실험을 통해 얻은 곡이다.

- 2010년 데뷔 20주년을 맞은 신승훈은 지금까지도 꾸준하게 활발히 활동을 하고 있으며 국내 최정상 가수답게 음악을 향한 한결같은 모습으로 많은 타가수들에게 모범이 되고 있다. 또한 일본에서도 싱글, 정규 앨범들을 발표하며 꾸준한 활동을 하면서 K-Pop의 우수성을 일본 대중들에게 알리는데 앞장서고 있다.

## 음반
겹꺽쇠《》 혹은 이텔릭체로 표시 된 것은 해당하는 앨범명이며, 홑격쇠〈〉 혹은 큰 따옴표 "로 표시된 것은 그 앨범의 타이틀 곡이다.

### 한국 음반
- 1990년 11월 1일 : 1집 《미소 속에 비친 그대》 〈미소 속에 비친 그대〉 ― 140만장
- 1991년 11월 30일 : 2집 《보이지 않는 사랑》 〈보이지 않는 사랑〉 ― 158만장
- 1992년 12월 9일 : Live 〈당신은 사파이어처럼〉 ― 87만장 (비정규앨범)
- 1993년 4월 15일 : 3집 Shin Seung Hun Vol.3 타이틀 곡 : 〈널 사랑하니까〉 ― 170만장
- 1994년 9월 15일 : 4집 《Shin Seung hun IV》 〈그 후로 오랫동안〉 ― 180만장
- 1996년 5월 1일 : 5집 Shin Seung HunⅤ 〈나보다 조금 더 높은 곳에 니가 있을 뿐〉 ― 247만장
- 1998년 2월 1일 : 6집 Shin Seung HunⅥ 〈지킬 수 없는 약속〉 ― 130만장
- 2000년 3월 7일 : 7집 Desire To Fly High 〈전설속의 누군가처럼〉 ― 100만장
- 2002년 1월 14일 : 8집 The Shin Seung Hun 〈사랑해도 헤어질 수 있다면….〉 ― 84만장
- 2002년 11월 20일 : The Legend - Special Album (The New/The Classic/The Festive) "Why" - 35만장 (비정규앨범)
- 2004년 2월 3일 : 9집 Ninth Reply 〈그런 날이 오겠죠〉 ― 32만장
- 2006년 10월 10일 : 10집 The Romanticist "Dream Of My Life" ― 14만장
- 2008년 10월 7일 : 스페셜 미니 앨범 3 Waves of Unexpected Twist: Radio Wave 〈라디오를 켜봐요〉
- 2009년 11월 12일 : 스페셜 미니 앨범 Love O'Clock (02nd Wave - 3 Waves Of Unexpected Twist) 〈사랑치〉
- 2011년 11월 1일 : 20주년 데뷔 앨범 20th Anniversary "You Are So Beautiful" - (비정규앨범)
- 2013년 10월 23일 : 스페셜 미니 앨범 Great Wave "Sorry"
- 2015년 10월 29일 : 11집  I am... & I am  "이게 나예요"
- 2015년 11월 10일 : 11집  I am...&I am  "마요 (Feat. Beenzino)"

### 일본 음반
(Toshiba EMI)
- 2005년 7월 6일 : I Believe(Single) "I Believe"
- 2005년 8월 3일 : 微笑みに映った君(Album) 타이틀 곡 :〈微笑みに映った君〉
- 2006년 4월 26일 : 僕より少し高い所に君がいるだけ~連理の枝~(Single) 타이틀 곡 : 〈僕より少し高い所に君がいるだけ~連理の枝~〉

(Avex Trax)
- 2007년 12월 5일 : Shin Seung Hun Winter Special - 愛という贈りもの (EP) (CD판) / Shin Seung Hun Winter Special - 愛という贈りもの (EP) (CD +DVD 초회한정판) "Song For You"
- 2008년 3월 26일 : Special Edition
- 2009년 3월 25일 : 3 Waves of Unexpected Twist: Radio Wave (EP) - 일본 라이센스판 〈ラジオをつけて〉 (라디오를 켜봐요)[32]
- 2009년 3월 25일 : Acoustic Wave - Japan Special Edition(Album) 한정판 (CD + DVD) / Acoustic Wave - Japan Special Edition(Album) 통상판 (CD) "My Love"[32]
- 2010년 3월 3일 : Love O'Clock (02nd Wave - 3 Waves Of Unexpected Twist) ((EP) - 일본 라이센스판) (CE + Extra) / Love O'Clock (02nd Wave - 3 Waves Of Unexpected Twist)((EP) for Only Shin-phony) (CD + DVD) "Place"(사랑치)[32]
- 2010년 9월 15일 : My Favorite(Remake Album) "Love Love Love(Dreams Come True)"
- 2011년 6월 1일 : 20th ANNIVERSARY JAPANESE BEST "I Believe (Japanese Version)"

### 해외 음반
- 2006년 : 申升勋 ALL ABOUT LOVE(情歌天王十年六精選) - China

### 비정규 참여 음반
- 1992년 10월 : 《'92 내일은 늦으리》 - 〈잃어버린 하늘〉
- 1993년 11월 : 《'93 내일은 늦으리》 - 〈어린왕자 In Seoul〉
- 1993년 : 《'93 대전 엑스포 이미지송》 - 〈네가 보고 싶은 날〉
- 1995년 1월 : M.Friends - 〈님의 계절〉
- 1996년 : Made in Asia - 〈Since then - 그 후로 오랫동안〉
- 2000년 11월 : 《김현식 10주기 추모 앨범》 - 〈가리워진 길〉
- 2001년 10월 : The Monsters Project 2002 - "The Unwritten Legend, 전설속의 누군가처럼(English Version)"
- 2001년 10월 : The Monsters Project 2002 - "Dream Of Asia(Duet with TUBE, 마에다 노부테루)"
- 2009년 1월 : 《대한항공 40주년 이미지송》 - 〈하늘 가까이〉
- 2009년 1월 : 《대한항공 40주년 이미지송》 - 〈하늘 가까이 (English Version)〉
- 2012년 2월 : 《보이스 코리아 콜라보레이션》 - "Magic"
- 2013년 12월 : 버벌 진트 《크리스마스를 부탁해》 - 〈크리스마스를 부탁해〉(feat. 신승훈)

### OST
- 2000년 10월 : 《MBC 드라마 비밀 OST》 - 〈너만을 위한 사랑〉
- 2001년 7월 : 《영화 엽기적인 그녀 OST》 - "I Believe"
- 2005년 11월 : 《KBS 드라마 이 죽일 놈의 사랑 OST》 - 〈그래도 사랑이다〉
- 2006년 4월 : 《영화 연리지 OST》 - 〈나보다 조금 더 높은 곳에 니가 있을 뿐〉
- 2006년 6월 : 《그 해 여름 OST》 - 〈지금 만나러 갑니다〉
- 2006년 12월 : 《SBS 드라마 천국의 나무 OST》 - 〈어떡하죠〉
- 2009년 1월 : 《SBS 드라마 떼루아 OST》 - 〈사랑은 이렇게 오나봐〉
- 2009년 4월 : 《MBC 드라마 신데렐라 맨 OST》 - 〈내 사람인 것 같아서〉
- 2009년 12월 : 《KBS 드라마 아이리스 OST》 - 〈Love of Iris〉
- 2010년 10월 : 《KBS 드라마 도망자 PlanB OST》 - 〈사랑같은건 믿지 않지만〉
- 2011년 11월 : 《SBS 드라마 천일의 약속 OST》 - 〈처음 하는 말처럼〉
- 2013년 7월 : 《SBS 드라마 너의 목소리가 들려 OST》 - 〈너에겐 들리지 않는 그 말〉

### DVD
- 2007년 3월 7일 : Shin Seung Hun History (3DVD)
- 2008년 3월 26일 : The Shin Seung Hun SHOW - Christmas Miracle In Japan (2DVD)
- 2010년 3월 3일 : 2009 The Shin Seung Hun SHOW in Japan - Acoustique (2DVD) (한국에서는 2010년 4월 21일 발매됐다.)

## 신승훈의 뮤직 비디오
신승훈의 뮤직비디오에 출연하면 대스타가 된다는 이야기가 있을 정도로 신승훈의 뮤직비디오에 출연해 인기를 얻은 연예인들이 꽤나 많다. 게다가 신승훈은 영화를 굉장히 좋아해 뮤직비디오에 대한 욕심 또한 남다른데, 이는 특히 전 소속사에서 독립한 7집에서부터 전에 발매한 앨범들보다 뮤직비디오에 대해 상당한 공을 들였다는 것을 알 수 있다.
| 앨범                                      | 뮤직비디오 주인공 및 내용 |
| ----------------------------------------- | --- |
| 4집                                       | - 4집의 타이틀 곡인 〈그 후로 오랫동안〉의 뮤직비디오에는 당시 방송국 리포터였던 김지호가 여자주인공으로 캐스팅 됐는데, 당시 신인이었던 김지호는 이 뮤직비디오로 인해 큰 인기를 얻게 된다. |
| 5집                                       | - 5집의 후속곡인 〈내 방식대로의 사랑〉의 뮤직비디오는 명세빈을 일약 스타덤에 오르게 해준 작품으로, 당시 신승훈은 서울의 한 백화점에서 연예활동 경험이 전혀 없는 생짜 신인 명세빈을 캐스팅해 화제가 된 바가 있다. |
| 6집                                       | - 6집의 타이틀곡인 〈지킬 수 없는 악속〉의 뮤직비디오에는 300대 1의 경쟁률을 뚫고 발탁된 송수영이 출연했다. 당시 그녀는 광고회사의 컴퓨터 그래픽 디자이너였다. |
| 7집                                       | - 7집의 타이틀 곡인 〈전설속의 누군가처럼〉의 뮤직비디오에는 인어를 믿는 소년의 이야기를 다룬 블록버스터급 뮤직비디오였으며, 이는 많은이들에게 진한 감동을 준 작품이다. 이 뮤직비디오에는 노형욱과 수영선수 정유진이 출연해 화제가 됐다. 특히 뮤직비디오에는 주인공인 한 소년이 세면대에서 세수를 하다가 거울에 비친 자신의 모습을 보는 장면이 있는데 이는 신승훈이 7집 앨범을 작업할 때 직접 경험한 일로서 이로 인해 '거울 속의 그대 모습을 바라 본적 있는가'라고 시작하는 가사가 만들어지게 되었다. - 7집의 후속곡인 〈가잖아〉에는 당시 신인이었던 조인성이 출연해 대중들에게 얼굴을 알리게 된 기회가 됐다. - 7집의 또 다른 후속곡인 〈이별 그 후〉에서는 현재 많은 인기를 끌고 있는 한지민이 신인 시절에 출연해 얼굴이 알려지게 됐다. |
| 8집                                       | - 8집의 타이틀 곡인 〈사랑해도 헤어질 수 있다면….〉의 뮤직비디오는 국내 최초로 '오브제 애니메이션'을 도입해 많은 사람들의 감성을 자극한 작품이다. 남자 주인공 이름은 '봉구'이며, 여자 주인공 이름은 '영희'이다. 당시 일본에서 열린 세계 애니메이션 대회에서 '커머셜 부분 대상'을 차지하는 영광을 안기도 했다. - 8집의 후속곡인 〈널 위한 이별〉엔 1500대1의 경쟁률을 뚫어 출연하게 된 신인 박한별과, 당시 또한 신인이었던 천정명이 출연해 화제가 되었다. |
| The Legend - Special Album (비정규 앨범)  | - 비정규 앨범인 The Legend - Special Album (The New/The Classic/The Festive) disc two의 타이틀곡인 "Christmas Miracle"에는 당시 패스트 푸드 점에서 예쁜 외모의 아르바이트 생으로 인기를 끌던 남상미가 출연해 연예계에 데뷔하게 됐다. |
| 9집                                       | - 9집의 타이틀곡인 〈그런 날이 오겠죠〉엔 신승훈의 절친인 김민종과 당시 대장금에 출연하고 있던 신인 최자혜, 그리고 이혜상이 출연했으며 국내 최초로 첨단 컴퓨터그래픽을 이용해 실사와 애니메이션을 합성해 뮤직비디오를 만들었다. 당시 뮤직비디오를 만들던 도중 전력 과부하로 인해 정전이 되면서 데이터가 손상이 돼 급히 미국으로 가 복구하는 등 여러 가지 에피소드가 있는 작품이다. - 9집의 후속곡인 〈두 번 헤어지는 일〉의 뮤직비디오는 김민종, 최자혜, 이혜상이 출연하고 실사 애니메이션 삽입으로 화제가 됐던 〈그런 날이 오겠죠〉 뮤직비디오에 복선으로 깔려 있었던 비밀스런 이야기가 주 테마이다. |
| 10집                                      | - 10집에서 가장 먼저 선보인 노래인 "Dream Of My Life"의 뮤직비디오는 꿈을 향해 나아가는 네 젊은이들의 이야기를 담은 5가지 버전의 뮤직비디오이다. 4명의 주인공중 첫 번째 주인공은 휴대폰 CF에서 발차기 장면과 함께 ‘뒷박치기’로 유명해진 '여자 전문 액션배우 1호'이자 실제 무술유단자인 김효선. 두 번째 주인공은 현재 국내 최고의 그래피티 아티스트로서 81년생임에도 불구하고, 지난 8년간 대학교에서 그래피티 강의와 전시회 등을 통해 최고의 자리를 인정받고있는 이성규. 세 번째 주인공은 한국을 비롯하여 전 세계 '비보이' 대회에서 수많은 수상경력과 함께 화려한 기술과 퍼포먼스로 전 세계 비보이들에게 우상이 되어버린 하휘동. 마지막 주인공으로는 경희대 '발레노바' 단원으로서 대학 강사로 활동하고 있는 서지희. 이렇게 총 4명이 출연하였다.주인공은 4명인데 비해 뮤직비디오 버전은 5가지인데, 이 이유는 마지막 버전의 뮤직비디오는 주인공 4명이 모두 다 나오는 뮤직비디오이기 때문이다. 신승훈은 이 뮤직비디오를 통해 주인공들의 솔직한 모습, 앞으로 더 큰 꿈을 위해 희망을 잃지 않고 노력하며, 꿈을 이뤄나가는 당당한 젊은이들의 모습을 보여주고 싶었다며 이 뮤직비디오가 모두에게 힘이 될 수 있는 의미있는 영상으로 기억되길 바란다는 바람을 피력했다. - 10집의 또다른 수록곡인 발라드 "Lady", 〈못된 기다림〉, 〈지금 만나러 갑니다〉는 〈이 세상 모든 Lady에게〉라는 제목 아래 하나의 옴니버스 뮤직비디오를 선보였다. "Lady"에는 영화 《여고괴담 4》로 주목받은 차예련이 주연을 맡아 강원도 산골짜기에서 한 폭의 수채화 같은 영상을 엮어냈다. 〈못된 기다림〉은 신예 강하니가 주연을 맡아 암 치료 중인 연인을 위해 삭발하는 여주인공을 열연했다. 또 안지혜는 〈지금 만나러 갑니다〉에서 가슴 저미는 사랑을 연기했다. 또한 '지금 만나러 갑니다'는 영화 《그 해 여름》의 OST로 쓰여 영화를 편집한 또 다른 뮤직비디오가 존재하기도 한다. |
| 3 Waves of Unexpected Twist: Radio Wave   | - 첫 번째 미니앨범인 3 Waves of Unexpected Twist: Radio Wave의 타이틀곡인 〈라디오를 켜봐요〉의 뮤직비디오는 제작 기간만 2개월이나 소요됐으며, 신승훈과 그가 들고 등장하는 기타를 제외하고는 모두 일러스트로 제작된 독특한 구성으로 이뤄졌다. |
| 3 Waves of Unexpected Twist: Love o'clock | - 배우 이요원이 신승훈의 '러브 어 클락(Love O'clock)'의 타이틀곡 '사랑치' 뮤직비디오에서 눈물 연기를 선보였다. '러브 어 클락'은 신승훈의 3연작 미니음반 시리즈인 '쓰리 웨이브스 오브 언익스펙티드 트위스트(3waves of unexpected twist)'의 두 번째 음반이다. 이중 '사랑치'는 신승훈이 3년 전부터 미리 제목을 구상해 놓은 곡으로 '사랑에 서툰, 어리석은 사람들'을 뜻한다. 1970-80년대 R&B 형식에 브라스 사운드를 가미한 신선한 발라드 곡이다. 뮤직비디오 제작사 측은 "신승훈의 팬이던 이요원 씨가 '선덕여왕'의 바쁜 스케줄에도 불구하고 출연 요청에 노개런티로 흔쾌히 응했다"며 "뮤직비디오에서 이요원 씨는 사랑하는 연인과 헤어진 여자의 눈물 연기를 'NG' 없이 소화했다"고 전했다. . |

## 신승훈의 콘서트(The Shin Seung Hun SHOW)
신승훈이 주관한 단독콘서트에는 아무런 표기를 하지 않았으며, 신승훈이 주관하지 않은 콘서트이지만 본인이 참가했거나, 단독콘서트가 아닌 경우, 그리고 방송 매체를 통해 방영된 콘서트에 대해서는 따로 구분할 수 있게  '참가'라고 표현했다.

### 1990년 11월 ~ 2004년 7월 이전까지
| 연도                | 콘서트 제목 및 장소 |
| ------------------- | --- |
| 1991년              | - 5월 19일 : 신승훈 첫 콘서트 <63빌딩 국제회의장> |
| 1992년              | - 3월 8일 : 대구 라이브 콘서트 <대구 프린스호텔 별관 - 리젠시홀> - 5월 19일 : 대구 라이브 콘서트 <백제홀> - 6월 28일 : 서울 라이브 콘서트 <잠실 올림픽 체조경기장> (뉴 키즈 온 더 블록 공연 사고 이후에 처음으로 열린 콘서트) |
| 1993년              | - 5월 23일 : 신승훈, 유덕화 조인트 콘서트 <서울 삼성동 KOEX(현재는 COEX) 대서양관> - 5월 30일 : 대전 전국투어 콘서트 <리베라호텔> - 6월 5일 : 창원 전국투어 콘서트 <창원 KBS홀> - 6월 13일 : 서울 전국투어 콘서트 <힐튼호텔> - 6월 20일 : 울산 전국투어 콘서트 <울산 KBS홀> - 6월 27일 : 광주 전국투어 콘서트 <전남대 대강당> - 7월 18일 : 진주 전국투어 콘서트 <문화예술회관> - 7월 31일 : 원주 전국투어 콘서트 <치악체육관> - 8월 22일 : 부산 전국투어 콘서트 <부산 KBS홀> / 2회 - 8월 29일 : 인천 전국투어 콘서트 <인천실내체육관> - 10월 9일 : 전주 전국투어 콘서트 <전주실내체육관> - 11월 6일 : 93 환경보전 슈퍼 콘서트 '내일은 늦으리' <서울 잠실 메인 스타디움> / '참가' - 11월 13일 : 수원 전국투어 콘서트 <수원실내체육관> |
| 1994년              | - 10월 2일~3일 : 4집 발매기념 서울 콘서트 <하얏트 호텔 그랜드볼륨> |
| 1995년              | - 1월 21일 : 대구 Winter Live Concert <경북대학교 체육관> - 2월 12일 : 부산 Winter Live Concert <부산 KBS홀> - 2월 18일~19일 : 신승훈 슈퍼 콘서트 <코엑스 대서양관> - 3월 25일 : 인천 Winter Live Concert <인천실내체육관> |
| 1996년              | - 7월 27일~28일 : 서울 라이브 콘서트 <세종문화회관> (대중음악가수 최초로 세종문화회관에서 콘서트) - 9월 7일 : 광주 라이브 콘서트 <광주 염주실내체육관> - 9월 22일 : 부산 라이브 콘서트 <부산 KBS홀> - 10월 5일 : 인천 라이브 콘서트 <인천실내체육관> |
| 1998년              | - 3월 6일~7일 : 서울 Feel Concert <세종문화회관> - 3월 28일 : 전주 Feel Concert <전북대 삼성문화회관> - 4월 5일 : 창원 Feel Concert <KBS창원홀> - 4월 12일 : 대구 Feel Concert <경북대 대강당> - 5월 2일 : 인천 Feel Concert <인천종합문화예술회관> - 5월 5일 : 울산 Feel Concert <KBS울산홀> - 5월 10일 : 대전 Feel Concert <엑스포아트홀> - 6월 7일 : 광주 Feel Concert <광주예술회관 대극장> - 6월 27일 : 춘천 Feel Concert <강원대 백령문화관> - 7월 17일~19일: '98 신승훈 Faith 콘서트(앙코르 콘서트) <세종문화회관> |
| 2000년              | - 4월 1일~2일 : 서울 www.飛上久(비상구).con <세종문화회관> / 각각 2회 - 4월 22일 : 부산 www.飛上久(비상구).con <부산 KBS 홀> - 4월 30일 : 대구 www.飛上久(비상구).con <경북대학교 강당> - 5월 11일 : 대전 www.飛上久(비상구).con <대전 Expo Art홀> - 5월 20일 : 수원 www.飛上久(비상구).con <수원 문화예술회관> - 5월 27일 : 인천 www.飛上久(비상구).con <인천 문화예술회관> - 6월 3일 : 울산 www.飛上久(비상구).con <울산 KBS홀> - 6월 10일 : 창원 www.飛上久(비상구).con <창원 KBS홀> - 6월 18일 : 춘천 www.飛上久(비상구).con <강원대학교 백령문화관> - 6월 25일 : 광주 www.飛上久(비상구).con <광주 문화예술회관> - 7월 2일 : 전주 www.飛上久(비상구).con <전주 삼성문화회관> - 7월 8일 : 청주 www.飛上久(비상구).con <공군사관학교 성무관> - 8월 26일 : Back To The Future <서울 올림픽공원 88야외마당> - 9월 30일 : 4人4色 가을 콘서트 - KBS2 FM '이금희의 가요산책' <서울 KBS 공개홀> / '참가' - 12월 24일 : Neverending Christmas <코엑스 아셈홀> |
| 2002년              | - 1월 19일~20일 : Shin Seung Hun SHOWCAFE with his people <올림픽 펜싱경기장> - 3월 9일 : 광주 게릴라 콘서트 <광주 월드컵 경기장> / '참가' MBC 게릴라 콘서트 - 4월 5일 : 광주 The Shin Seung Hun, The Concert <문화예술회관> / 2회 - 4월 13일 : 수원 The Shin Seung Hun, The Concert <경기도 문화예술회관> / 2회 - 4월 21일 : 전주 The Shin Seung Hun, The Concert <전북대 삼성문화회관> / 2회 - 4월 26일~27일 : 서울 The Shin Seung Hun, The Concert <서울 올림픽공원내 펜싱경기장> - 5월 4일 : 대구 The Shin Seung Hun, The Concert <호텔인터불고컨벤션홀> / 2회 - 5월 19일 : 인천 The Shin Seung Hun, The Concert <종합문화예술회관> / 2회 - 5월 25일 : 부산 The Shin Seung Hun, The Concert <부산 KBS 홀> - 7월 27일~28일 : 서울 앵콜 The Third Island <올림픽공원 테니스경기장> - 8월 15일 : 부산 앵콜 The Third Island <부산전시컨벤션센터BEXCO 컨벤션홀> - 12월 25일 : Christmas Concert <서울 코엑스컨벤션센터 컨벤션홀> / 2회                    |
| 2004년 7월 이전까지 | - 2월 14일 : East Side Story - My Funny Valentine Concert <서울 올림픽공원 체조경기장> - 4월 24일 : 광주 East Side Story <염주체육관> - 5월 8일 : 부산 East Side Story <부산실내체육관> - 5월 13일 : 2004 울산 환경 페스티벌 <태화강둔치(태화교 옆)> / '참가' - 5월 29일 : 부천 East Side Story <부천실내체육관> |

### 2004년 7월 이후 ~ 2013년까지
지금까지 700여회가 넘는 콘서트를 치르면서 신승훈은 2004년 7월 16일~18일 경희대 평화의 전당에서 치러진 콘서트부터 자신의 이름을 건 'The Shin Seung Hun SHOW'라는 브랜드 콘서트로 관객들에게 찾아가고 있다. 2004년부터 이어져 온 이 콘서트는 20년동안 발라드의 황제를 지켜온 신승훈의 음악을 가장 가까이서, 가장 정확히, 가장 오래 느낄 수 있는 무대이기도 하다.
지금까지 Christmas Memories, Christmas In Love, Christmas Miracle, Color Of Romance, A White Night, Acoustique, Love O'Clock, My Way, Pop Tour, Great Wave 등등 여러 가지 부제로 지금까지 꾸준한 사랑을 받고 있다.
특이한 사항은 2004년 12월 이화여대 대강당에서 열렸던 The Shin Seung Hun SHOW - Christmas Memories 콘서트에서 국내 공연 사상 해외 팬들이 패키지 관광상품으로 콘서트를 관람하게 됐는데 기사에 따르면 이는 최초라고 한다.
| 연도            | 콘서트 제목과 장소 |
| --------------- | --- |
| 2004년 7월 이후 | - 7월 16일~18일 : The Shin Seung Hun SHOW <경희대 평화의 전당> - 9월 11일 : 대구 The Shin Seung Hun SHOW <경북대학교 대강당> / 2회 - 9월 19일 : 인천 The Shin Seung Hun SHOW <인천문예회관> / 2회 - 10월 9일 : 일본 오사카 SHIN SEUNG HUN LIVE IN JAPAN <국제회의장 메인홀> - 10월 12일~13일 : 일본 도쿄 SHIN SEUNG HUN LIVE IN JAPAN <시부야 분카무라 오챠드홀> - 10월 30일~31일 : 시월에 눈 내리는 마을 <연세대학교 노천극장> / '참가' - 11월 6일 : 수원 The Shin Seung Hun SHOW <아주대학교 체육관> / 2회 - 11월 20일 : 구미 The Shin Seung Hun SHOW <박정희 체육관> - 11월 27일 : 부산 The Shin Seung Hun SHOW <KBS홀> - 12월 23일~25일 : 서울 The Shin Seung Hun SHOW - Christmas Memories <이화여대 대강당> / 24일 - 2회 |
| 2005년          | - 7월 24일 : 서울뮤직페스티벌 - 신승훈 <서울 상암 월드컵 경기장 서문 옆 야외공연장> / '참가' - 8월 21일 : 서울뮤직페스티벌 - 신승훈 <서울 상암 월드컵 경기장 서문 옆 야외공연장> / '참가' - 8월 30일~31일 : The Shin Seung Hun SHOW In Japan <일본 오사카> - 9월 4일 : The Shin Seung Hun SHOW In Japan <일본 도쿄 국제포럼> - 12월 30일~31일 : The Shin Seung Hun SHOW <코엑스 대서양홀> / 31일 - 2회 |
| 2006년          | - 3월 31일 : 연리지 OST 미니콘서트 <서울 대학로 신시뮤지컬극장> / '참가' - 8월 26일 : 2006 POSCO SUMMER FESTIVAL <서울 포스코센터 아트리움> / '참가' - 10월 14일~15일 : The Shin Seung Hun SHOW - Color Of Romance <서울 잠실실내체육관> - 11월 18일 : 대구 The Shin Seung Hun SHOW - Color Of Romance <전시컨벤션센터> - 11월 25일 : 광주 The Shin Seung Hun SHOW - Color Of Romance <문화예술회관 대극장> - 11월 26일 : 광주 The Shin Seung Hun SHOW - Color Of Romance <문화예술회관 대극장> - 11월 29일 : 2006 대한민국 문화키움 콘서트 <서울 올림픽공원 체조경기장> / '참가' - 12월 2일~3일 : 부산 The Shin Seung Hun SHOW - Color Of Romance <부산 KBS홀> - 12월 9일~10일 : 울산 The Shin Seung Hun SHOW - Color Of Romance <ubc 울산방송> - 12월 22일~24일 : The Shin Seung Hun SHOW - Christmas In Love <서울 올림픽공원 펜싱경기장> |
| 2007년          | - 3월 3일 : The Shin Seung Hun SHOW 2007 In Japan <나고야 아이치현 예술극장 대홀> - 3월 5일~6일 : The Shin Seung Hun SHOW 2007 In Japan <오사카 페스티벌홀> - 3월 10일~11일 : The Shin Seung Hun SHOW 2007 In Japan <도쿄 국제포럼 A홀> - 4월 27일 : 2007 하이서울 페스티벌 <서울 한강시민공원 여의도지구 특설무대> / '참가' - 5월 29일 : 신승훈 라이브 콘서트 - 중앙테마이벤트 <서울 올림픽공원 체조경기장> / '참가' - 6월 24일 : SAPPORO GLOBAL AREA LIVE 2007 <일본 삿포로 '예술의 숲' 야외무대> / '참가' - 7월 10일 : 소아암 어린이 돕기 자선 콘서트 <일본 도쿄 분카무라 오처드홀> / '참가' - 7월 22일 : Summer Big4+1 Concert - Fantastic Star <올림픽공원 체조경기장(제1체육관)> / '참가' - 9월 9일 : G락펴락(G樂Fun樂) 콘서트 - 신승훈 <서울 광진구 멜론악스 콘서트홀> / '참가' - 12월 20일 : The Shin Seung Hun SHOW - Christmas Miracle In Japan <일본 요코하마 아레나> |
| 2008년          | - 8월 15일 : Power Of ATAMIX' 08 <일본 시즈오카현 아타미시 와다하마미나미쵸 관광항 잔디 광장> / '참가' - 10월 4일 : 제 5회 아시아송 페스티벌 <서울 상암 월드컵 경기장> / '참가' - 10월 11일~12일 : 시월에 눈 내리는 마을 <연세대학교 노천극장> / '참가' - 11월 17일 : 제 3회 The 樂콘서트 - SBS 파워FM '아름다운 이 아침 김창완입니다' <이화여고 100주년 기념관> / '참가' - 11월 26일 : November STANDING LIVE CONCERT Shin Seung Hun - 중앙테마이벤트 <서울 올림픽공원 체조경기장> / '참가' - 12월 19일~21일 : The Shin Seung Hun SHOW - A White Night <서울 올림픽공원 펜싱경기장> - 12월 24일 : 부산 The Shin Seung Hun SHOW - A White Night <부산 BEXCO> |
| 2009년          | - 2월 14일 : 포스코센터 음악회 -신승훈 라이브콘서트 <서울 포스코센터 아트리움> / '참가' - 4월 9일~12일 : The Shin Seung Hun SHOW - Limited Edition <서울 LG아트센터> - 4월 28일~29일 : 일본 오사카 The Shin Seung Hun SHOW - Acoustique <오사카 후생연금회관 대홀> - 4월 30일 : 일본 고베 The Shin Seung Hun SHOW - Acoustique <고베 국제회관 국제홀> - 5월 2일 : 일본 나고야 The Shin Seung Hun SHOW - Acoustique <나고야 츄쿄대학 문화시민회관 오로라홀 (구. 나고야시민회관)> - 5월 4일 : 일본 사이타마 The Shin Seung Hun SHOW - Acoustique <썬시티 코시가야 시민홀(대홀)> - 5월 7일 : 일본 도쿄 The Shin Seung Hun SHOW - Acoustique <도쿄 NHK홀> - 6월 17일 : 제 10회 울산 사랑 환경콘서트 <동천체육관> / '참가' - 6월 19일 : 허벌라이프 아이돌 콘서트 - Herbalife Extravaganza Seoul Korea 2009 <일산 킨텍스> / '참가' - 10월 18일 : CGV Love Concert - 신승훈 <CGV Art Hall> / '참가' - 11월 8일 : Pax Musica 2009 - Asian Pops Platinum Live <도쿄 국제포럼A홀> / '참가' - 11월 23일 : SBS 사랑나눔 콘서트 <63빌딩> / '참가' - 12월 18일~20일 : The Shin Seung Hun SHOW - Love O'Clock <서울 올림픽공원 내 올림픽홀> |
| 2010년          | - 1월 16일 : KBS 1TV 열린음악회 - 신승훈과 프렌즈 <서울 KBS 홀> / '참가' 방송은 2월 14일, ('신승훈과 프렌즈'라는 부제하에 열린음악회 최초로 단독 출연) - 3월 3일 : The Shin Seung Hun SHOW in Japan - ~20th Anniversary~ <오사카 국제회의장> - 3월 6일~7일 : The Shin Seung Hun SHOW in Japan - ~20th Anniversary~ <도쿄 국제포럼A홀> - 9월 14일 : Global Peace With Music 2010 With Shin Seung-Hun and Yukie Nishimura <오사카 그란큐브 메인홀> / '참가' - 9월 16일 : Global Peace With Music 2010 With Shin Seung-Hun and Yukie Nishimura <도쿄 국제 포럼 A홀> / '참가' - 10월 30일~31일 : 시월에 눈 내리는 마을 <연세대학교 노천극장> / '참가' 특이사항 : 게스트로서 출연 - 11월 27일~28일 : The Shin Seung Hun SHOW - My Way <고양 아람누리 아람극장> - 12월 3일~4일 : The Shin Seung Hun SHOW - My Way <부산 KBS홀> - 12월 10일~11일 : The Shin Seung Hun SHOW - My Way <전주 한국소리문화의전당 모악당> - 12월 18일~19일 : The Shin Seung Hun SHOW - My Way <대구 영남대학교 천마아트센터> - 12월 23일~25일 : The Shin Seung Hun SHOW - My Way <서울 코엑스 Hall D(구 컨벤션홀)> / 25일 - 2회 |
| 2011년          | - 1월 12일 : 한국-호주 수교 50주년 기념콘서트 <시드니 타운 홀> / '참가' - 1월 15일~16일 : The Shin Seung Hun SHOW - My Way <창원 성산아트홀> - 1월 22일~23일 : The Shin Seung Hun SHOW - My Way <청주 예술의전당> - 1월 29일~30일 : The Shin Seung Hun SHOW - My Way <수원 경기도문화의전당> - 2월 26일~27일 : The Shin Seung Hun SHOW - My Way <광주 문화예술회관> - 3월 5일~6일 : The Shin Seung Hun SHOW - My Way <인천 종합문화예술회관> - 3월 12일~13일 : The Shin Seung Hun SHOW - My Way <제주 국제컨벤션센터> - 3월 25일 : The Shin Seung Hun SHOW - My Way <뉴욕 뉴저지 퍼포밍 아트센터 프루덴셜홀> - 3월 27일 : The Shin Seung Hun SHOW - My Way <LA 노키아씨어터 LA라이브> - 4월 9일~10일 : The Shin Seung Hun SHOW - My Way <성남 아트센터> - 4월 16일~17일 : The Shin Seung Hun SHOW - My Way <울산 KBS홀> - 5월 7일~8일 : The Shin Seung Hun SHOW - My Way <대구 EXCO 컨벤션홀> - 6월 10일~11일 : The Shin Seung Hun SHOW - Grand Finale <서울 [[세종문화회관]대극장]]> - 11일 2회 공연 - 6월 22일 : The Shin Seung Hun SHOW - My Way <가나가와 하모니 홀 자마> - 6월 24일 : The Shin Seung Hun SHOW - My way <도쿄 NHK홀> - 6월 25일 : The Shin Seung Hun SHOW - My way <나고야 공회당> - 6월 27일 : The Shin Seung Hun SHOW - My way <효고 아마카사키(아르카익홀)> |
| 2012년          | - 7월 14일 : The Shin Seung Hun SHOW limited edition 2012 - 원콘서트 <서울 누리꿈스퀘어> - 10월 27~28일 : The Shin Seung Hun SHOW - Pop Tour <고양아람누리 아람극장> - 11월 3~4일 : The Shin Seung Hun SHOW - Pop Tour <진주 경남문화예술회관> - 11월 24~25일 : The Shin Seung Hun SHOW - Pop Tour <울산 KBS홀> - 12월 8~9일 : The Shin Seung Hun SHOW - Pop Tour <대구 엑스코> - 12월 23~25일 : The Shin Seung Hun SHOW - Pop Tour <서울 SK올림픽핸드볼경기장> - 24일 2회 공연 - 12월 28~29일 : The Shin Seung Hun SHOW - Pop Tour <부산 KBS홀> |
| 2013년          | - 1월 19~20일 : The Shin Seung Hun SHOW - Pop Tour <수원 경기도문화의전당 행복한대극장> - 2월 28일~3월 1일 : The Shin Seung Hun SHOW - Pop Tour <이천 이천아트홀> - 3월 9~10일 : The Shin Seung Hun SHOW - Pop Tour <광주 광주문화예술회관> - 3월 3~24일 : The Shin Seung Hun SHOW - Pop Tour <제주 제주국제컨벤션센터> - 11월 9일 : The Shin Seung Hun SHOW - Great Wave <잠실 올림픽체조경기장> - 12월 26~27일 : THE SHIN SEUNG HUN JAPAN LIVE 2013 <도쿄 나카노 썬플라자> |

### 2014년 이후
2004년부터 신승훈은 자신만의 특별한 브랜드가 된 'The Shin Seung Hun SHOW'라는 이름으로 콘서트로 관객들에게 찾아갔으나, 10년동안의 공연을 총 망라해 11월 9일 잠실 올림픽체조경기장에서 열린 공연을 마지막으로 'The Shin Seung Hun SHOW' 시즌1을 마무리 하고 새롭게 시즌2를 여는 콘서트가 시작될 것이라고 밝혔다.
| 연도   | 콘서트 제목 및 장소                                                                |
| ------ | ---------------------------------------------------------------------------------- |
| 2014년 | - 5월 6일, 8일~10일 : The Shin Seung Hun SHOW - Limited Edition2 <서울 LG아트센터> |

## 수상 내역
| 연도   | 주요 수상 내역 |
| ------ | --- |
| 1991년 | - 1991년 제2회 서울가요대상 신인상 - 1991년 제5회 한국노랫말대상 아름다운 노랫말상 - 미소 속에 비친 그대 - 1991년 대한민국 골든디스크 본상 - 《미소속에 비친 그대》 - 1991년 MBC 10대 가수 가요제 10대가수상 |
| 1992년 | - 1992년 제3회 서울가요대상 7대가수상 - 1992년 골든디스크 대상 - 《보이지 않는 사랑》 - 1992년 KBS 가요대상 대상 - 1992년 뮤직박스 가요대상 대상 - 1992년 MBC 10대 가수 가요제 10대가수상 - 1992년 제3회 서울가요대상 팝발라드 부문 대상 |
| 1993년 | - 1993년 여성신문사 좋은 노래상 - 1993 제20회 한국방송대상시상식 가수 부문 - 1993년 제4회 서울가요대상 팝발라드 부문 대상 - 1993년 TV저널 - 올해의 스타상 - 1993년 골든디스크 대상 - 《널 사랑하니까》 - 1993년 KBS 가요대상 본상 |
| 1994년 | - 1994년 제5회 서울가요대상 팝발라드 부문 대상 - 1994년 골든디스크 본상 - 《그 후로 오랫동안》 - 1994년 KBS 가요대상 본상 수상 |
| 1996년 | - 1996년 제7회 서울가요대상 본상 수상 - 1996년 골든디스크 본상 수상 - 《운명》 - 1996년 KBS 가요대상 본상 수상 외 다수 |
| 1998년 | - 1998년 골든디스크 본상 수상 - 《지킬 수 없는 약속》 - 1998년 제8회 서울가요대상 본상 수상 |
| 2000년 | - 2000년 골든디스크 본상 수상 - 《전설 속의 누군가처럼》 - 2000년 M.net 뮤직비디오 페스티벌 남자 솔로 부문 수상 - '전설속의 누군가처럼' - 2000년 KM TV 가요대전 본상 수상 - 2000년 제9회 서울가요대상 본상 수상 - 2000년 MBC 10대 가수 수상 외 다수 - 2000년 대한민국영상음반대상 본상 수상 - 2000년 KBS 가요대상 본상 수상 - 지난 10년간 국내 가요조사순위에서 가장 많은 1위를 한 가수로 선정되었으며 1위를 가장 많이 한 노래를 작곡한 작곡자로 선정되어 수상함 - 364주간(7년)        |
| 2002년 | - 2002년 골든디스크 본상 수상 - 《사랑해도 헤어질 수 있다면...》 - 2002년 서울국제애니메이션페스티벌 2002 커미션부분 최우수상 수상 - '사랑해도 헤어질 수 있다면'(뮤직비디오) - 2002년 M.net 뮤직비디오 페스티벌 심사위원이 뽑은 올해의 뮤직비디오상 수상 - '사랑해도 헤어질 수 있다면' - 2002년 KM TV Korean Music Awards 본상 수상 - 2002년 SBS 가요대전 본상 수상 - 2002년 제17회 대한민국영상음반대상 본상 수상 - 2002년 KBS 가요대상 본상 수상 - 2002년 MBC 10대 가수 수상 외 다수 |
| 2004년 | - 2004년 골든디스크 본상 수상 - 《그런 날이 오겠죠》 - 2004년 제19회 대한민국영상음반대상 본상 수상 - 2004년 제 15회 서울가요대상 본상 - 2004년 MBC 10대 가수 수상 외 다수 - 2004년 Mnet 뮤직비디오 페스티벌(MMF) 발라드 부문 수상 - '그런 날이 오겠죠' |
| 2006년 | - 2006년 한국 예술실연자대상 가수부문 수상 - 2006년 동남경폭음악방 해외 최고 인기 아티스트상 / 해외최고 뮤지션상 수상 - 2006년 제16회 서울가요대상 본상 - 2006년 골든디스크 시상식 본상 수상 - 《Dream of My Life》 - 2006년 SBS 가요대전 라이브 공연상 |
| 2008년 | - 2008년 제 5회 아시아송 페스티벌 아시아 최고 가수상 수상 - 2008년 Mnet KM 뮤직 페스티벌(MKMF) PD선정 특별상 |
| 2013년 | - 2013년 멜론뮤직어워드 공연 문화상 |

### 가요 프로그램 1위
| 연도             | 수상 내역 (총 72회) |
| ---------------- | --- |
| 1991년 (총 14회) | - 미소속에 비친 그대 (총 10회) - 5월 3일 MBC 《여러분의인기가요》 1위 - 5월 10일 MBC 《여러분의인기가요》 1위 - 5월 17일 MBC 《여러분의인기가요》 1위 - 5월 19일 KBS 《가요톱텐》 1위 - 5월 22일 KBS 《가요톱텐》 1위 - 5월 24일 MBC 《여러분의인기가요》 1위 - 5월 29일 KBS 《가요톱텐》 1위 - 5월 31일 MBC 《여러분의인기가요》 1위 (5주 연속) - 6월 5일 KBS 《가요톱텐》 1위 - 6월 12일 KBS 《가요톱텐》 1위 (5주 연속) (골든컵) - 날 울리지마 (총 4회) - 9월 18일 KBS 《가요톱텐》 1위 - 10월 2일 KBS 《가요톱텐》 1위 - 10월 9일 KBS 《가요톱텐》 1위 - 10월 23일 KBS 《가요톱텐》 1위 (통산 4주) |
| 1992년 (총 38회) | - 보이지 않는 사랑 (총 31회) - 1월 24일 MBC 《여러분의인기가요》 1위 - 1월 26일 SBS 《인기가요》 1위 - 1월 29일 KBS 《가요톱텐》 1위 - 2월 2일 SBS 《인기가요》 1위 - 2월 5일 KBS 《가요톱텐》 1위 - 2월 7일 MBC 《여러분의인기가요》 1위 - 2월 9일 SBS 《인기가요》 1위 - 2월 12일 KBS 《가요톱텐》 1위 - 2월 14일 MBC 《여러분의인기가요》 1위 - 2월 16일 SBS 《인기가요》 1위 - 2월 19일 KBS 《가요톱텐》 1위 - 2월 21일 MBC 《여러분의인기가요》 1위 - 2월 23일 SBS 《인기가요》 1위 - 2월 26일 KBS 《가요톱텐》 1위 (5주 연속) (골든컵) - 2월 28일 MBC 《여러분의인기가요》 1위 - 3월 1일 SBS 《인기가요》 1위 - 3월 6일 MBC 《여러분의인기가요》 1위 - 3월 8일 SBS 《인기가요》 1위 - 3월 13일 MBC 《여러분의인기가요》 1위 - 3월 17일 SBS 《인기가요》 1위 - 3월 20일 MBC 《여러분의인기가요》 1위 - 3월 24일 SBS 《인기가요》 1위 - 3월 31일 SBS 《인기가요》 1위 - 4월 3일 MBC 《여러분의인기가요》 1위 - 4월 7일 SBS 《인기가요》 1위 - 4월 10일 MBC 《여러분의인기가요》 1위 - 4월 14일 SBS 《인기가요》 1위 - 4월 17일 MBC 《여러분의인기가요》 1위 (11주 연속) - 4월 21일 SBS 《인기가요》 1위 - 4월 28일 SBS 《인기가요》 1위 (14주 연속) - 5월 12일 SBS 《인기가요》 1위 (통산 15주) - 우연히 (총 7회) - 5월 27일 KBS 《가요톱텐》 1위 - 5월 29일 MBC 《여러분의인기가요》 1위 - 6월 3일 KBS 《가요톱텐》 1위 - 6월 5일 MBC 《여러분의인기가요》 1위 - 6월 10일 KBS 《가요톱텐》 1위 - 6월 17일 KBS 《가요톱텐》 1위 - 6월 24일 KBS 《가요톱텐》 1위 (5주 연속) (골든컵) |
| 1994년 (총 9회)  | - 그 후로 오랫동안 (총 9회) - 11월 20일 SBS 《TV가요20》 1위 - 11월 23일 KBS 《가요톱텐》 1위 - 11월 27일 SBS 《TV가요20》 1위 - 11월 30일 KBS 《가요톱텐》 1위 - 12월 4일 SBS 《TV가요20》 1위 - 12월 7일 KBS 《가요톱텐》 1위 - 12월 11일 SBS 《TV가요20》 1위 (4주 연속) - 12월 14일 KBS 《가요톱텐》 1위 - 12월 21일 KBS 《가요톱텐》 1위 (5주 연속) (골든컵) |
| 1995년 (총 1회)  | - 오랜 이별뒤에 (총 1회) - 4월 19일 KBS 《가요톱텐》 1위 |
| 1996년 (총 4회)  | - 나보다 조금 더 높은 곳에 니가 있을뿐 (총 3회) - 6월 5일 KBS 《가요톱텐》 1위 - 6월 9일 SBS 《TV가요20》1위 - 7월 6일 MBC 《인기가요베스트50》 1위 - 내 방식대로의 사랑 (총 1회) - 8월 3일 MBC 《인기가요베스트50》 1위 |
| 1998년 (총 3회)  | - 지킬 수 없는 약속 (총 3회) - 3월 22일 SBS 《인기가요》 1위 - 3월 29일 SBS 《인기가요》 1위 - 4월 5일 SBS 《인기가요》 1위 (3주 연속) |
| 2000년 (총 2회)  | - 전설속의 누군가처럼 (총 2회) - 4월 4일 KBS 《뮤직뱅크》 1위 - 4월 11일 KBS 《뮤직뱅크》 1위 (2주 연속) |
| 2002년 (총 1회)  | - 널 위한 이별 (총 1회) - 4월 6일 MBC 《음악캠프》 1위 |

- 이 외에도 `널 사랑하니까`, `사랑해도 헤어질 수 있다면`, `그런 날이 오겠죠` 등이 1위 후보 곡에 올랐다.

## 주요 기록
- 아시아 유일 최단기간 1,700만장 판매
- 10년 동안 (1990 ~2000) 1위를 가장 많이 한 가수(총 364주간 - 7년)
- 10년 동안 (1990 ~2000) 1위를 가장 많이 한 작곡가(총 364주간 - 7년)
- 최다 연속 밀리언셀러 (7회)
- 1집 앨범인《미소 속에 비친 그대》가 140만장이라는 판매고를 올려 데뷔 앨범으로는 처음으로 밀리언셀러를 기록했다.[6]
- 보이지 않는 사랑 SBS 인기가요 14주 연속 1위 기네스 등재(92년 1월 28일부터 4월 28일까지 총 14주 동안 1위)
- 골든디스크 대상 2회 수상[53]
- 골든디스크 본상 10회 최다 수상(정규 1~10집)

## 이색 기록
- 1990년 11월 1일 신승훈은 데뷔이래 지금까지 단 한편의 CF, 드라마, 영화에 출연하지 않았다. 이는 본업인 가수에 매진하기 위해 거절한 것이며 신승훈은 '발라드 가수가 슬픈 노래를 부른 뒤 CF에서 과자나 아이스크림 광고를 웃으며 하는 모습은 할 수 없었다. 당시 조금은 고지식했던 것 같다.'라며 당시 방송에서 얘기한 바 있으나, 지금도 안 찍고 있다.[54]
- 1996년 한 연예주간지에서 최초로 신승훈에게 '국민가수'란 영예로운 수식어를 붙여준 것에 대한 신승훈의 인터뷰를 일부 발췌한 것이다.

| “ | 임진모 : 96년 한 연예주간지에서 최초로 신승훈씨에게 '국민가수'란 영예로운 수식어를 붙여줬던 것으로 기억합니다. 이후로 조금만 인기 있는 가수가 나오면 국민가수 운운하는데, 본인은 그 말을 들을 때 기분이 어떻습니까? 신승훈 : "정확히 기억하시네요. 저도 그 잡지가 붙인 제목에 깜짝 놀랐어요. 영광스럽지만 말이 안 되지요. 진정한 국민가수라 할 조용필 선배도 언젠가 '나도 국민가수 되려면 아직 멀었다'고 하시더라구요. 조용필선배가 그런데 제가 감히 어떻게 국민가수란 말을 듣겠습니까? 그리고 국민가수란 말이 제겐 닳고 닳은 이미지로 느껴져서도 맘에 들지 않습니다." | ” |
|   | — IZM 신승훈 인터뷰 중 일부를 발췌 |   |

- 그러나 신승훈은 숱한 인터뷰에서 진정한 국민가수는 조용필이라고 언급하며 본인은 국민가수가 되려면 아직 멀었다라고 말한바가 있다. 그러나 굳이 이야기 하자면 '구(區)민가수'정도는 될 수 있지 않을까라고 신승훈은 조심스레 웃으며 얘기하기도 했다. 게다가 본인은 '구민가수'라는 어감이 참 정겹다면서 좋아했다는 후문이다.[55]
- 2006년 10집으로 당시 활동을 하던 신승훈은 미국의 기타 전문 제조회사 펜더(Fender)로부터 어쿠스틱 기타를 선물 받았다. 펜더 기타는 세계적으로 뛰어난 연주가와 음악가로 인정받고 있는 에릭 클랩튼, 제프 백, 에릭 존슨, 임위맘스톤, 스티브 레이본, 일본그룹 튜브의 기타리스트 하루하타 등 총 6명이 기증받은 바 있으며 신승훈은 세계에서 7번째로 펜더 기타의 주인공이 되었다. 신승훈의 이니셜이 새겨진 이 기타는 세계 유일의 단 한 대밖에 없으며, 연주자가 아닌 가수에게 기타가 증정되는 것은 최초다. 또한 앞서 기타를 기증받은 6명에겐 일렉트로닉 기타가 기증됐으나, 최초로 신승훈이 어쿠스틱 기타를 기증받게 되었다.[56]
- 신승훈이 경신한 1500만장의 판매량에 준하는 CD를 펼쳐놓으면 서울 - 부산 고속도로를 4번 왕복할 수 있는 거리가 나온다.[4][6]
- 2010년 1월 16일 KBS 열린음악회 최초로 신승훈이 단독 출연하였다. 신승훈과 프렌즈라는 부제가 붙었으며, 방송은 2010년 2월 14일에 방영되었다.[48]

## 학력
- 1979년 대전동광초등학교 (졸업)
- 1982년 우송중학교 (졸업)
- 1985년 대전대신고등학교 (졸업)
- 1985년 ~ 1991년 충남대학교 경영학과 학사 (졸업)

## 홍보대사
- 2001년 2002안면도국제꽃박람회 방송연예인홍보단원
- 2006년 중국 시나닷컴 한국연예 홍보대사
- 2007년 충남대학교 홍보대사

## 같이 보기
- 김창환
- 김건모
- 이승환
- 김종서
- 김형석
- 양재선
- 스타 오디션 위대한 탄생
- 보이스 코리아
- 신승훈의 음반 목록

### 참조주
1. 1 2 3 4  [깨진 링크(과거 내용 찾기)]《일간스포츠》 2006.10.18 [취중토크] 신승훈 "내가 아직 솔로인 이유"
2. ↑  《스포츠조선》2008.08.02 〈이문세 "코러스 신승훈, 너무 열심히 해 내 무대서 퇴출"〉
3. ↑  《OSEN》2008.11.11 〈"신승훈, '사랑은 창밖의 빗물 같아요' 코러스는 내 목소리"〉
4. 1 2   《연합뉴스》2006.10.29〈신승훈 "심신부터 동방신기까지 제 동료죠"〉
5. ↑   《일간스포츠》2010.1.26 박경림의 300mm 인터뷰 ②
6. 1 2 3   보관됨 2016-01-12 - 웨이백 머신 《KTV》2010.03.12 〈한국 대중음악의 새 역사 [음악이 흐르는 세상]〉12분 53초부터
7. 1 2 3   보관됨 2019-11-10 - 웨이백 머신 2010.12.14 신승훈 공식 홈페이지, 프로필 히스토리 확인
8. ↑  글 : 장선아 기자, 사진 : 김대형 기자 -
〈가수활동 3년 총점검 신승훈 - 스타 다이어리〉
9. ↑  《포토뮤직》취재 : 김태혁 기자, 사진 : 박찬성 기자 - 가요 인기순위 1위 급부상 신승훈, ‘맘보사랑’ 다음달 콘서트 무대에서 보답
10. ↑  《FAME》글 : 안은영 기자, 사진 : 조남주 기자 - 올여름 또다시 불어닥치는 신승훈의 발라드 역풍
11. ↑  《TV가이드》취재 : 유진모 기자, 사진 : 이주노(프리랜서) - 컴백 7일만에 정상권 진입, 가요프로 '신승훈 쇼크!'
12. ↑  취재 : 류인홍 기자, 사진 : 성윤모 기자 - 신승훈, 완벽한 프로젝트로 거침없는 인기 열품을 이어간다.
13. ↑  [깨진 링크(과거 내용 찾기)]《TV Times》이경희 기자,〈존 비와 듀엣곡 '유어송' 머라이어 캐리 적극지원
〉
14. 1 2   보관됨 2016-01-12 - 웨이백 머신 취재 : 이신형 기자〈신승훈 꿈에 그리던 세종문화회관 선다〉
15. ↑   《이슈프리즘 깜뉴스》 2008.10.16 윤은경 기자 〈신승훈, 무릎팍도사서 카네기홀 공연 취소 된 사연밝혀 〉
16. ↑  《뮤직라이프》취재 : 박유정 기자, 사진 : 한준 기자 〈뮤직라이프 6집 인터뷰〉
17. 1 2  글 : 이정아 기자, 사진 : 지재만 기자 - 〈스타초대석, 궁금합니다 탈세 혐의로 7개월간 은둔한 국민가수 신승훈 "세무조사부터 무혐의 발표까지 모든 걸 밝힙니다"〉
18. ↑  [깨진 링크(과거 내용 찾기)] 《한겨레》2002.01.21 〈[인터뷰]발라드의 신화 ‘신승훈’〉
19. ↑  《SBS》2002.01.24《한밤의 TV연예》방영
20. ↑   《연합뉴스》2005.09.21 〈풀 죽은 팝 “광고야, 내 노래 띄워줄래?”〉
21. ↑  [깨진 링크(과거 내용 찾기)]《Endless Ballad》
22. ↑   보관됨 2013-12-29 - 웨이백 머신《Shin Seung Hun The Best (Best & Best)》
23. ↑   보관됨 2013-12-29 - 웨이백 머신《불후의 명작》
24. ↑  “하단부에 전 소속사에서 발매한 베스트앨범의 언급”. 2013년 12월 29일에 원본 문서에서 보존된 문서. 2010년 5월 14일에 확인함.
25. ↑   《레이디경향》 2004.03.24 취재 : 강승훈 기자 〈9집 ‘Ninth Reply’를 발표한 국민가수 신승훈〉
26. ↑   보관됨 2016-01-12 - 웨이백 머신 《IZM》9집에 대한 리뷰
27. ↑   《마이데일리》2005.07.13 취재 : 이태문 기자 〈신승훈, 日 오리콘차트 20위로 데뷔〉
28. ↑   보관됨 2017-12-14 - 웨이백 머신 《스타뉴스》2005.07.12 취재 : 김원겸 기자〈머니투데이 - 신승훈, 日데뷔 공식성적표..오리콘 17위〉
29. ↑  [깨진 링크(과거 내용 찾기)] 《조이뉴스24》2005.08.05 취재 : 박재덕 기자 〈신승훈 일본 정규1집, 발매 당일 당당히 오리콘 15위〉
30. ↑  《스포츠칸》2007.12.07 취재 : 강수진 기자 〈일본진출 신승훈 ‘히트 예감’…미니앨범 오리콘 차트 15위〉
31. ↑   《스포츠칸》2007.12.20 취재 : 강수진 기자 〈신승훈, 1만여 日팬 가슴 적셨다…요코하마 ‘크리스마스 콘서트’ 대성황〉
32. 1 2 3   보관됨 2010-05-05 - 웨이백 머신 일본 공식 팬클럽인 Shin-Phony 홈페이지의 Information
33. ↑  [깨진 링크(과거 내용 찾기)]《뉴스엔》2006.11.02 김형우 기자 〈“명세빈 김지호 남상미, 내 뮤비 아닌 스스로 노력으로 스타된 것”〉
34. 1 2 3 4 5  《헤럴드경제》2004.05.04 이경희 기자 〈신승훈 `뮤비 신데렐라` 에 최자혜〉
35. ↑  《마이데일리》2007.12.22 정경화 기자 〈뮤직비디오 속 스타들이 숨어있다〉
36. ↑  《스포츠조선》2010.04.25 이해완 기자 〈3년만에 연기 복귀 명세빈의 '3년 묵은 이야기들'〉
37. 1 2 3  《스포츠킨》2007.02.28 〈생생 스타잉글리쉬 〉〈38〉
38. ↑  《굿데이》2002.3.19 강수진 기자 〈신승훈 뮤비 "신데렐라" 박한별…1500대 1 뚫고 발탁〉
39. ↑   보관됨 2005-01-26 - 웨이백 머신 《스포츠조선》2002.11.21 〈'롯데리아걸' 남상미, 신승훈 뮤직비디오 통해 연예계 데뷔〉
40. ↑   보관됨 2005-01-26 - 웨이백 머신 《스포츠투데이》 2004.02.01 취재 : 이재원 기자 〈신승훈 9집 뮤비 제작 비상，타이틀곡 영상 데이터 손상〉
41. ↑   《마이데일리》2006.10.20 취재 : 강승훈 기자 〈신승훈, 비보이 발레리나 출연한 '다큐형식 뮤비' 이목집중〉
42. ↑  《조이뉴스24》2006.11.13 박재덕 기자 〈신승훈 발라드, 차예련-강하니-안지혜 열연〉
43. ↑  《스포츠코리아》2006.11.11 김명신 기자 〈[영화]이병헌 수애 주연의 ‘그 해 여름’, 신승훈의 '지금...'을 담은 뮤비 공개〉
44. ↑   《OSEN》2008.10.13 취재 : 이저아 기자 〈신승훈, '제작기간 2달' 뮤비 화제〉
45. ↑   《연합뉴스》2009.11.06 취재 : 이은정 기자 〈이요원, 신승훈 신곡 '사랑치' 뮤비 출연
〉
46. ↑  글 : 곽태요 기자, 사진 : 김철환, 임진욱 기자 〈92후반기 앞두고 톱스타 신승훈이 꾸미는 인기 전략 전격공개 날마다 새롭게 변신하고 곡마다 새롭게 노래하겠다!〉
47. ↑  [깨진 링크(과거 내용 찾기)] 《ETN》2004.12.08 〈신승훈 콘서트, 최초 '패키지상품화'〉
48. 1 2   《스포츠칸》2010.01.18 취재 : 강수진 기자 〈KBS 열린음악회 설특집 '신승훈' 사상 최초 단독출연, 콘서트 하이라이트로 꾸며져〉
49. ↑   《아시아경제》2013.10.29 〈[인터뷰] 신승훈, 블록버스터급 콘서트 준비 ″놓치면 반드시 후회할 것″〉
50. ↑  전문심사위원 특별상
51. ↑  발라드부문
52. ↑  한국 기네스북 등재
53. ↑   보관됨 2011-08-13 - 웨이백 머신 골든디스크 역대 대상자
54. ↑   《세계일보》2008.10.16 〈신승훈 무릎팍 출연 "19년동안 CF를 안찍은 이유"〉
55. ↑  [깨진 링크(과거 내용 찾기)] 《YTN》2009.12.16 〈뉴스&이슈 발라드의 황제 신승훈편〉
56. ↑  《OSEN》2006.10.12 취재 : 김지연 기자 〈신승훈, 특수 제작 펜더 기타 선물받아〉